# Oliver Ellsworth
Oliver Ellsworth (ur. 29 kwietnia 1745, zm. 26 listopada 1807) – amerykański prawnik i polityk.
W latach 1778–1783 był członkiem Kongresu Kontynentalnego. W 1787 roku został delegatem stanu Connecticut na Konwencję w Filadelfii podczas której uzgodniono Konstytucję Stanów Zjednoczonych. W latach 1789–1796 reprezentował stan Connecticut w Senacie Stanów Zjednoczonych. W 1796 roku zrezygnował z miejsca w senacie, aby zostać Prezesem Sądu Najwyższego Stanów Zjednoczonych. Funkcję tę sprawował w latach 1796–1800.